# Starfish
Starfish är ett musikalbum av den australiska musikgruppen The Church som utgavs 1987 av skivbolaget Arista Records. Det var gruppens första album för Arista och innehåller en av deras största hitlåtar, "Under the Milky Way".

## Låtlista
(kompositör inom parentes)
1. "Destination" (Kilbey, Koppes, Ploog, Willson-Piper) - 5:51
2. "Under the Milky Way" (Kilbey, Karin Jansson) - 4:57
3. "Blood Money" (Kilbey, Koppes, Ploog, Willson-Piper) - 4:23
4. "Lost" (Kilbey, Koppes, Ploog, Willson-Piper) - 4:47
5. "North, South, East And West" (Kilbey, Koppes, Ploog, Willson-Piper) - 4:59
6. "Spark" (Willson-Piper) - 3:45
7. "Antenna" (Kilbey, Koppes, Ploog, Willson-Piper) - 3:51
8. "Reptile" (Kilbey, Koppes, Ploog, Willson-Piper) - 4:56
9. "A New Season" (Koppes) - 2:58
10. "Hotel Womb" (Kilbey) - 5:40

## Ltsplaceringar
- Billboard 200, USA: #41[1]
- Australien: #36[2]
- Nya Zeeland: #11[3]
- Nederländerna: #74[4]
- Topplistan, Sverige: #45[5]